# Cerco de Banguecoque

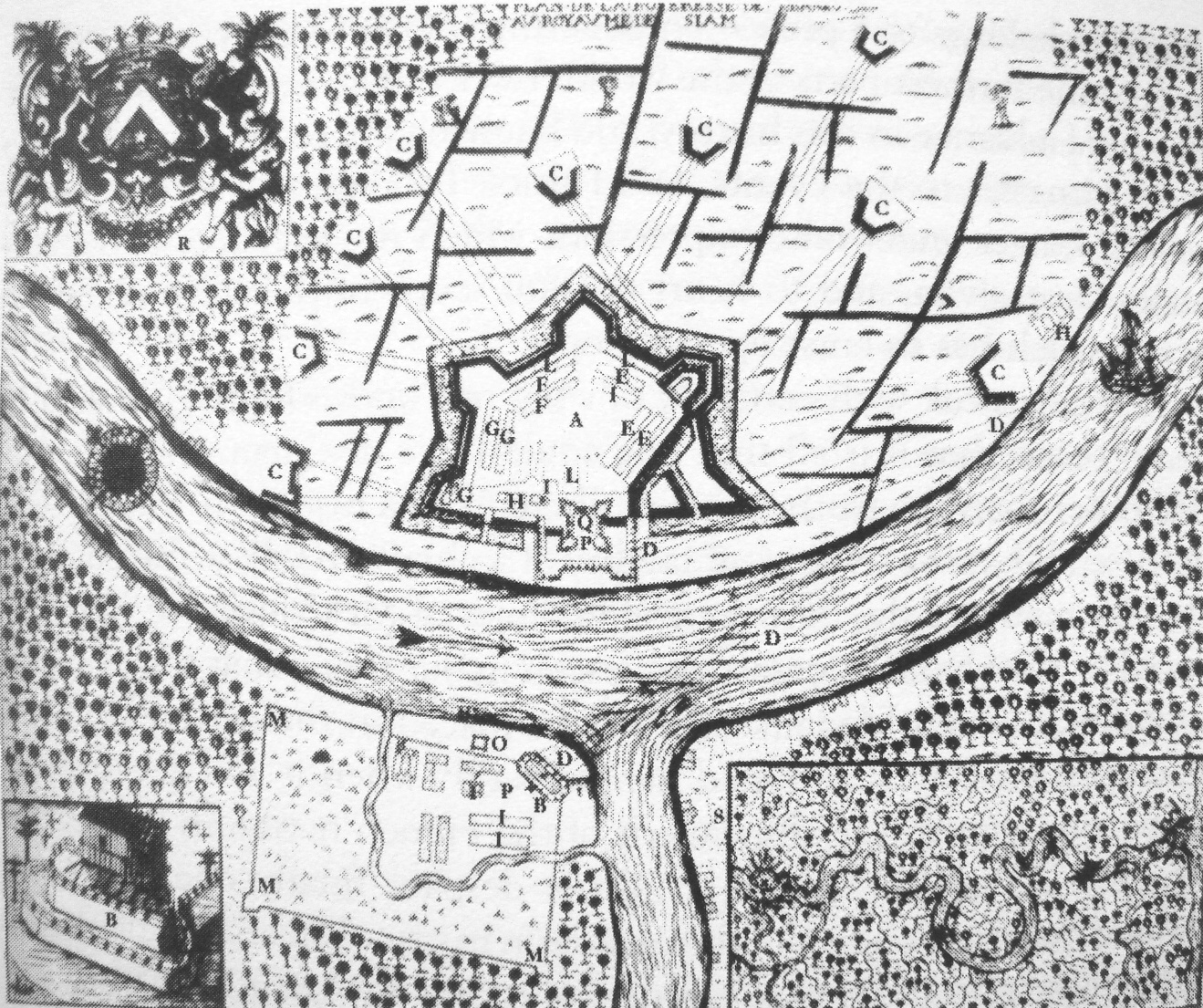
Cerco da fortaleza francesa (A) por tropas e baterias siamesas (C), em Banguecoque, 1688. O recinto da vila de Banguecoque representado no canto inferior esquerdo (M) é a atual Thonburi.

O Cerco de Banguecoque ou Bangkok foi um evento-chave da Revolução siamesa de 1688, na qual o Reino de Sião derrotou a França. Após um golpe de Estado, em que o rei Narai, pró-ocidental, foi substituído por Phetracha, as tropas siamesas cercaram a fortaleza francesa em Bangkok durante quatro meses. Os siameses foram capazes de reunir cerca de 40 mil tropas, equipadas com canhão, contra as entrincheiradas 200 tropas francesas. As tensões entre os dois reinos beligerantes progressivamente diminuiu e, finalmente, uma solução negociada foi alcançada resultando na retirada dos franceses do país.
O cerco de Bangkok marcou o fim da presença militar francesa em Sião, com o envolvimento da França nos principais conflitos europeus da Guerra dos Nove Anos (1688-1697), e depois na Guerra da Sucessão Espanhola (1702 – 1713). Com o fim do cerco, Sião passou a desconfiar das intenções de realizar uma intervenção, por parte das nações ocidentais. Por isso, alguns missionários franceses foram autorizados a permanecer, enquanto o comércio continuou em um nível limitado com outros países europeus, como Holanda e Inglaterra.

## Histórico
O rei Narai tinha procurado ampliar as relações com a França, como um contrapeso para a influência portuguesa e holandesa no seu reino, e por sugestão de seu conselheiro grego Constantino Phaulkon.
Isso levou a um grande envio de embaixadores franceses e tropas para Sião em 1687, organizada pelo Marquês de Seignelay. A embaixada consistiu de uma força expedicionária francesa de 1.361 soldados, missionários, enviados e tripulantes a bordo de cinco navios de guerra. A ala militar foi liderada por General Desfarges, e a missão diplomática por Simon de la Loubère e Claude Céberet du Boullay, um diretor da Companhia Francesa das Índias Orientais. Desfarges tinha instruções para negociar o estabelecimento de tropas em Myeik e Bangkok, ao invés de Songkhla, no sul do país. A instrução era de tomada destas duas cidades, mesmo que fosse pela força.
O rei Narai concordou com a proposta, e uma fortaleza foi estabelecida em cada uma das duas cidades, que foram comandados por governadores franceses. A fortaleza de Banguecoque era comandada por Desfarges, que recebia o auxílio de 200 oficiais franceses, bem como um contingente siamês fornecido pelo Rei Narai.